# Patachou
Patachou, właśc. Henriette Ragon (ur. 10 czerwca 1918 w Paryżu, zm. 30 kwietnia 2015 tamże) – francuska piosenkarka i aktorka.
W 1948 otworzyła na Montmartre własną kawiarenkę „Chez Patachou”, gdzie występowała, zapraszając później także innych pieśniarzy (m.in. Brassensa). Śpiewała przeważnie ballady podmiejskie i piosenki „gawroszowskie”. Najpopularniejsze z nich to: „Le gamin de Paris”, „Le piano du pauvre”, „Mon homme”, „Paris se regarde”, „Rue Lepic”. Koncertowała w 20 krajach, m.in. w Polsce (1959).

## Filmografia
- 1955 – 33 tours et puis s'en vont
- 1955 – Napoléon jako Madame Sans-Gene
- 1987 – La Rumba jako Madame Meyrals
- 1988 – The Man Who Lived at the Ritz
- 1990 – Noc Lisa (Night of the Fox)
- 1993 – Czuły cel (Cible émouvante) jako Madame Meynard
- 1994 – 3000 scénarios contre un virus (odcinek La Sirène)
- 1995 – Les Cordier, juge et flic jako Mme Lemoine
- 1999 – Pola X jako Margherite
- 2000 – Aktorzy (Les Acteurs) jako Patachou
- 2000 – Podróż Felixa (Drôle de Félix) jako Mathilde Firmin
- 2001 – Belfegor – upiór Luwru (Belphégor – Le fantôme du Louvre) jako Genevieve
- 2004 – San Antonio jako Ruth Booz